# Op een schemeravond in de herfst
Op een schemeravond in de herfst is een hoorspel van Friedrich Dürrenmatt. Abendstunde im Spätherbst, dat de tweede prijs kreeg bij de Prix Italia 1958, werd op 7 maart 1957 door de Norddeutscher Rundfunk uitgezonden. De NCRV zond het uit op maandag 14 oktober 1974 (met een herhaling op donderdag 14 juni 1979), in een vertaling van Gerrit Kouwenaar. De regisseur was Ab van Eyk. Het duurde 44 minuten.

## Rolbezetting
- Bob Verstraete (de auteur)
- Paul Deen (de bezoeker)
- Ad Fernhout (de secretaris)
- Paula Majoor (de jongedame)
- Joke Hagelen (de tweede jongedame)
- Jan Borkus (de hoteldirecteur)

## Inhoud
Bij de beroemde schrijver Korbes, een zeer gewaardeerd auteur van sublieme misdaadromans en Nobelprijslaureaat, verschijnt een man die hem aantoont dat alle in diens boeken begane moorden door hemzelf zijn gepleegd. In ruil voor zijn stilzwijgen wil hij nu een maandelijkse toelage als aanvulling op zijn pensioen. Korbes weert de poging tot chantage af en wijst erop dat zijn lezers in de literatuur net de avonturen willen beleven waarvan zijzelf in de realiteit verstoken blijven. De afperser wordt het volgend slachtoffer van de auteur en die heeft nu stof voor een nieuw boek...